# مقاطعة رامسي (داكوتا الشمالية)
رامسي (بالإنجليزية: Ramsey)‏ هي إحدى مقاطعات ولاية داكوتا الشمالية في الولايات المتحدة الأمريكية.